# Highschool
De highschool (Engels: high school in de VS, secondary school in de Britse eilanden) is de laatste stap van het wettelijk verplichte onderwijs in de Verenigde Staten. Over het algemeen omvat een highschool vier leerjaren en zijn kinderen veertien jaar oud als ze na de middle school naar de highschool gaan. Het behalen van het highschooldiploma is meestal een vereiste om door te gaan naar een college of universiteit.
Binnen een highschool volgen kinderen ieder een eigen vakkenpakket, dat afgesteld is op het individuele niveau en de belangstelling van de scholier. Dit betekent dat ze geen deel uitmaken van een vaste groep die dezelfde vakken volgt, maar bij verschillende vakken steeds andere scholieren ontmoeten. Op deze wijze wordt onderwijs van verschillende niveaus aangeboden binnen dezelfde school, en bestaan er niet zoals in Europa verschillende schooltypes met ieder een eigen onderwijsniveau.
Scholieren in het eerste highschooljaar worden freshmen genoemd, het jaar daarop sophomores, vervolgens juniors en in de hoogste klas seniors. Aan het eind van het laatste jaar wordt het behalen van het highschooldiploma gevierd met de senior prom, een groot bal waar de scholieren voor het laatst bijeen zijn voor ze ieder hun eigen weg gaan.
Sport is erg belangrijk op highschools. De meeste scholen hebben schoolteams die competities spelen tegen teams van andere highschools. Alleen de beste atleten worden uitgenodigd voor deze teams, de varsity teams. Daardoor is er een intensieve competitie tussen de scholieren om een plaats te verwerven in de vertegenwoordigende teams. Highschools hebben coaches in dienst om deze teams te begeleiden. Omdat sport eveneens op universiteiten zeer belangrijk is, kunnen goede sportprestaties meewegen in de toelating tot een universiteit.